# Чуук
Чуук (колишній Трук) — острови в Мікронезії, частина Каролінських островів. Острови атола формують штат Чуук, одну з чотирьох найбільших адміністративних одиниць Федеративних Штатів Мікронезії.

## Назва
У перекладі з місцевої мови чуук перекладається як «високі гори». Історичні назви — Трук, Рук, Хоголеу, Торрес, Угулат, Лугулус.

## Географія

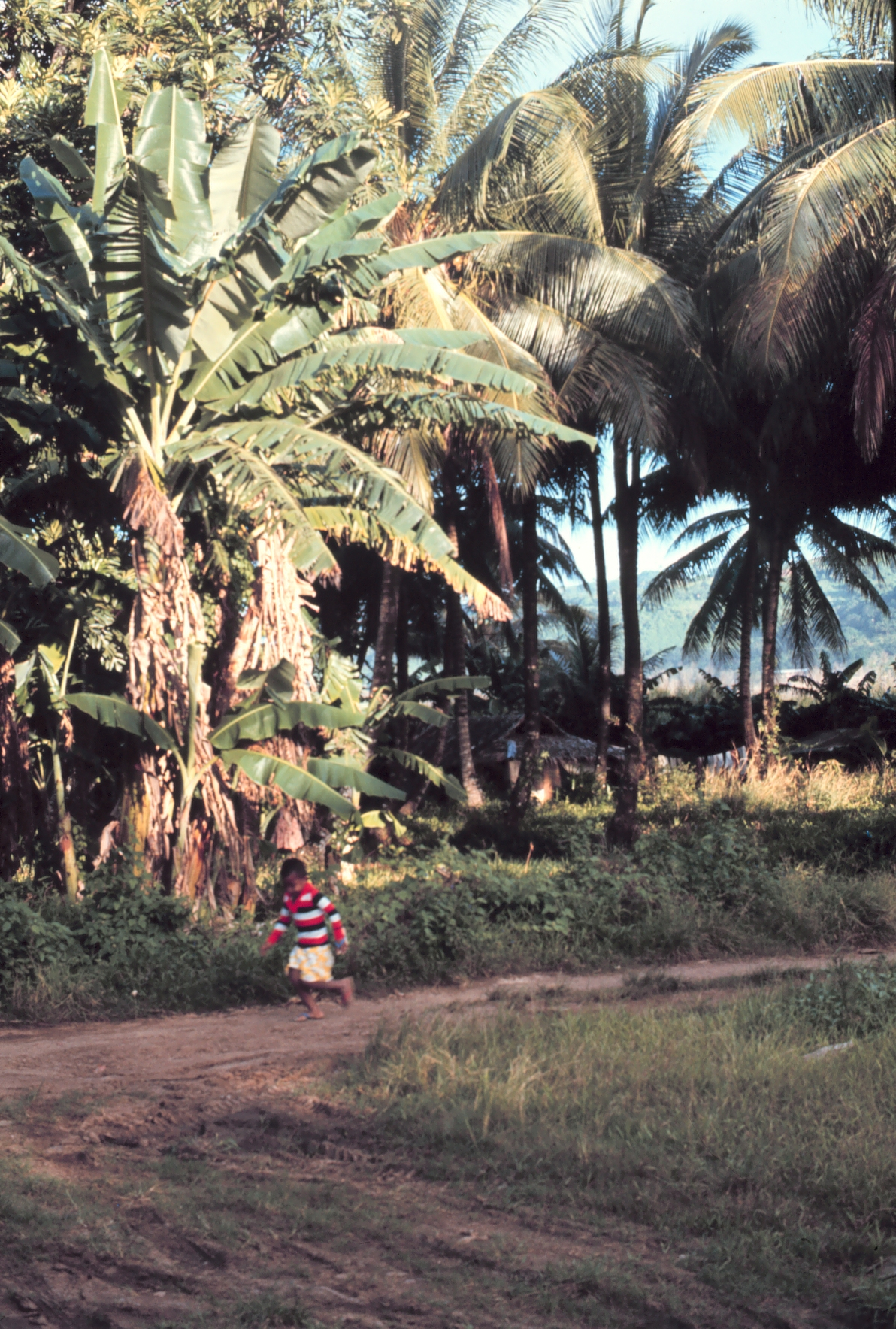
Природа островів Чуук

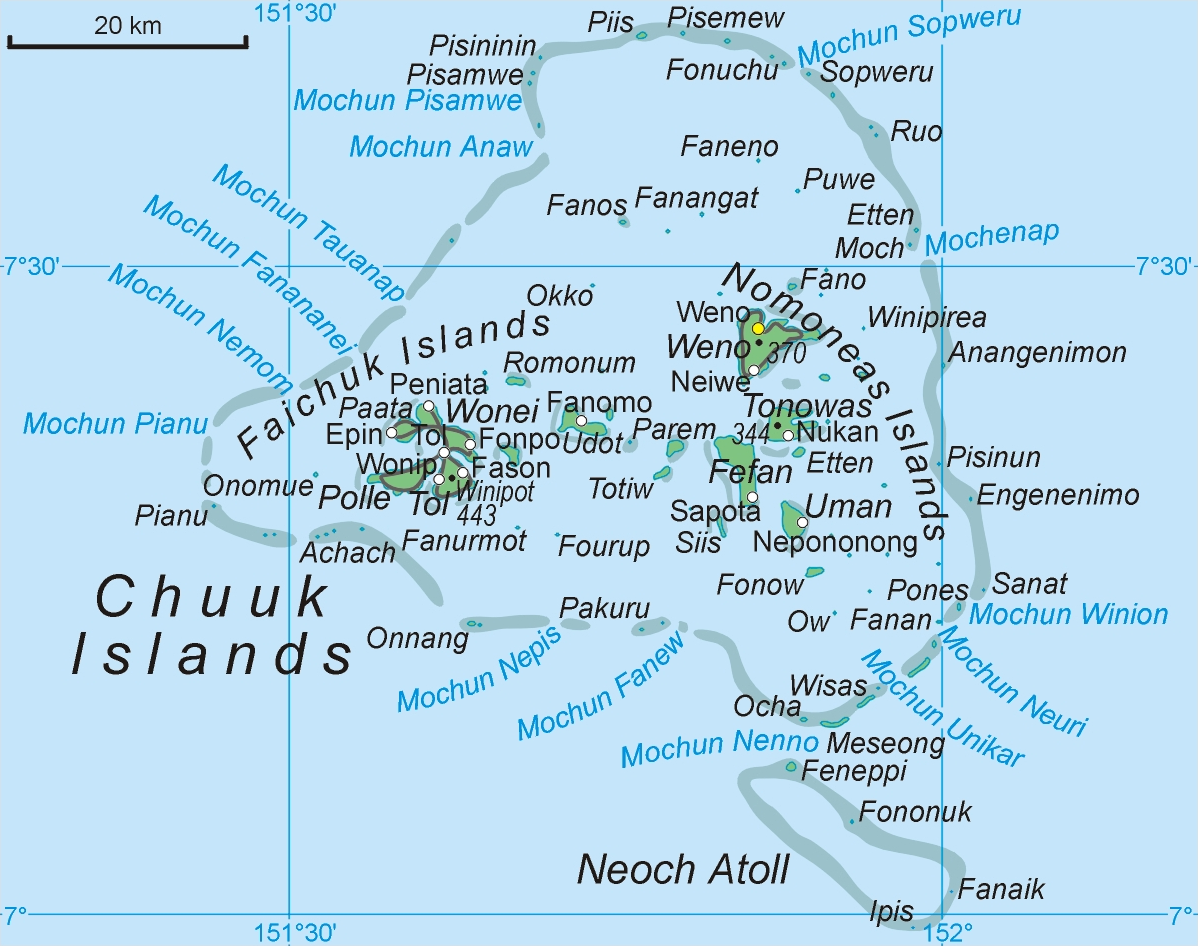
Острови Чуук

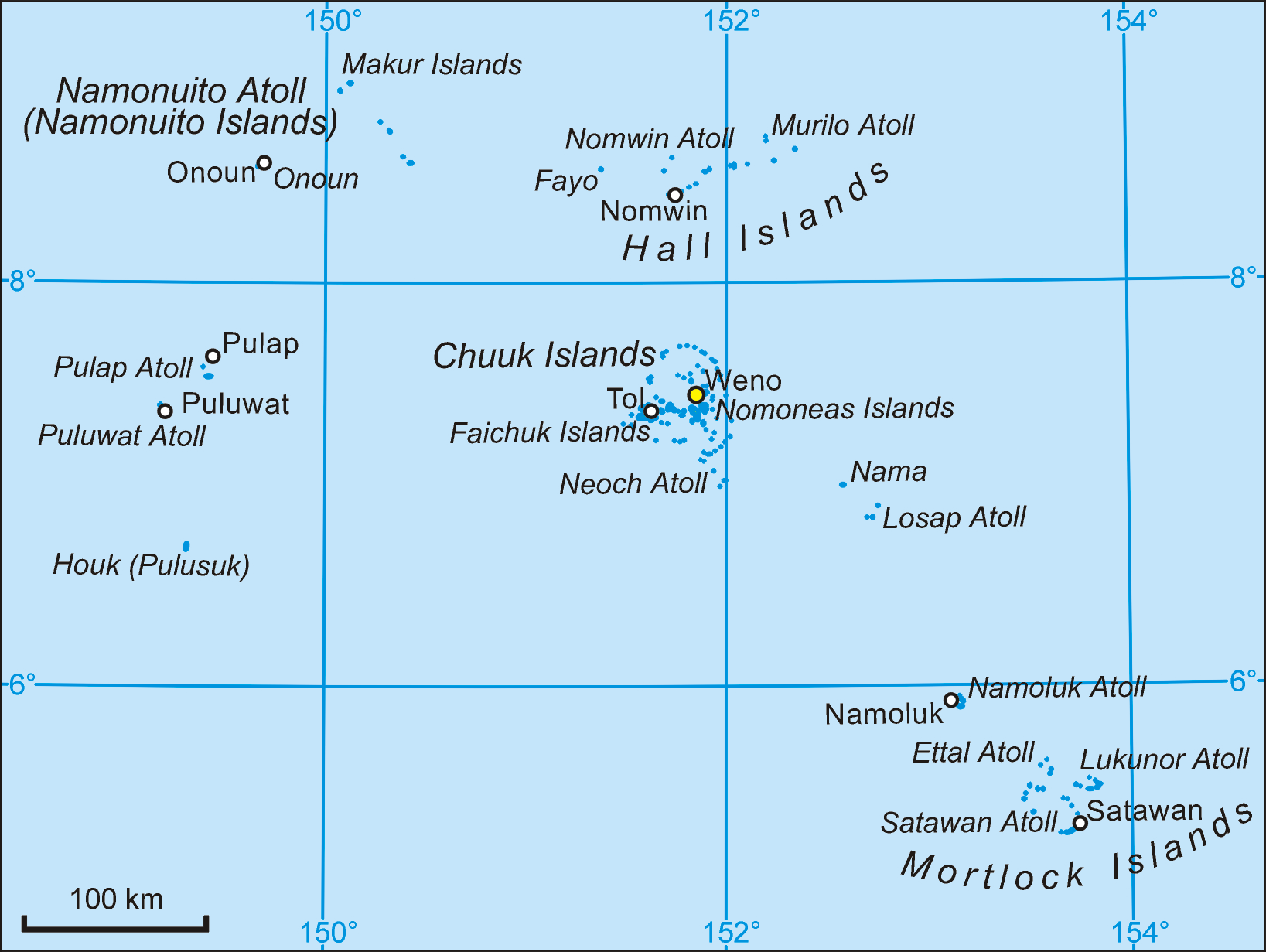
Штат Чуук

Острови Чуук лежать у центральній частині мікронезійского архіпелагу Каролінські острови в Тихому океані і являють собою невелику острівну групу, що складається з гористих островів, оточених моту і бар'єрним рифом. Всього в групу входять 19 піднесених островів всередині лагуни, 10 атолів і 225 моту, багато з яких лежать за межами лагуни. У центрі островів Чуук є велика лагуна, площа якої становить близько 2131 км² (площа суші — близько 100 км²). Найважливіші острови — Дублон, Еіол, Еот, Етен, Філо, Фанапенгес, Фефан, Моен, Парам, Пата, Піс, Полле, Ромунум, Сис, Тарік, Тол, Удот і Уман. Іноді до групи зараховують сусідні острови Голл і атол Номонуїто. Географічно і діалектно острови розділені на західну і східну частини: острови Фаїчуук і острови Намонеас.

### Клімат
Острови лежать у зоні, що характеризується вологим тропічним кліматом. Найтепліший місяць — травень із середньою температурою 27,8 °C (82,1 °F). Найхолодніший місяць — січень, із середньою температурою 27,3 °С (81,2 °F).
| Клімат островів Чуук    | Клімат островів Чуук | Клімат островів Чуук | Клімат островів Чуук | Клімат островів Чуук | Клімат островів Чуук | Клімат островів Чуук | Клімат островів Чуук | Клімат островів Чуук | Клімат островів Чуук | Клімат островів Чуук | Клімат островів Чуук | Клімат островів Чуук | Клімат островів Чуук |
| Показник                | Січ.                 | Лют.                 | Бер.                 | Квіт.                | Трав.                | Черв.                | Лип.                 | Серп.                | Вер.                 | Жовт.                | Лист.                | Груд.                | Рік                  |
| Абсолютний максимум, °C | 32                   | 32                   | 32                   | 33                   | 32                   | 33                   | 33                   | 33                   | 33                   | 33                   | 32                   | 32                   | 33                   |
| Середній максимум, °C   | 29,7                 | 29,8                 | 30,1                 | 30,2                 | 30,5                 | 30,4                 | 30,3                 | 30,3                 | 30,3                 | 30,4                 | 30,4                 | 30,1                 | 30,2                 |
| Середня температура, °C | 27,3                 | 27,4                 | 27,6                 | 27,7                 | 27,8                 | 27,7                 | 27,5                 | 27,4                 | 27,5                 | 27,5                 | 27,7                 | 27,6                 | 27,6                 |
| Середній мінімум, °C    | 24,9                 | 24,9                 | 25,1                 | 25,1                 | 25,2                 | 24,9                 | 24,7                 | 24,5                 | 24,6                 | 24,6                 | 24,9                 | 25,1                 | 24,9                 |
| Абсолютний мінімум, °C  | 20                   | 21                   | 21                   | 21                   | 21                   | 21                   | 21                   | 21                   | 20                   | 18                   | 21                   | 21                   | 18                   |
| Норма опадів, мм        | 256.5                | 185.4                | 223.5                | 309.9                | 297.2                | 309.9                | 315                  | 342.9                | 327.7                | 289.6                | 279.4                | 279.4                | 3416.3               |
| Днів з опадами          | 20,4                 | 16,7                 | 19,6                 | 20,5                 | 23,7                 | 24,2                 | 24,2                 | 23,8                 | 22,1                 | 22,9                 | 22,8                 | 22,9                 | 263,8                |
| Днів з дощем            | 19                   | 16                   | 19                   | 20                   | 24                   | 24                   | 24                   | 25                   | 22                   | 24                   | 24                   | 23                   | 264                  |
| ----------------------- | -------------------- | -------------------- | -------------------- | -------------------- | -------------------- | -------------------- | -------------------- | -------------------- | -------------------- | -------------------- | -------------------- | -------------------- | -------------------- |
| Джерело: Weatherbase    |                      |                      |                      |                      |                      |                      |                      |                      |                      |                      |                      |                      |                      |

## Населення
Населення островів становить — 40 465 осіб (2000 рік), основна частина чуукці.